# Muddanahalli, Hassan
Muddanahalli là một làng thuộc tehsil Hassan, huyện Hassan, bang Karnataka, Ấn Độ.